# توتيلا
توتيلا (باللاتينية: Totila) (... - غوالدو تادينو، يوليو 552) ، ملك القوط الشرقيين وملك إيطاليا من سنة 541 حتى سنة 552.